# Howth
Howth (Iers: Binn Éadair - eidereendenklip) is een dorp in County Dublin in Ierland. Bestuurlijk is het sinds 1994 deel van Fingal.
Het oorspronkelijke vissersdorp is sinds 1984 een van de noordelijke stations van de Dublin Area Rapid Transit (DART) stadsspoorweg.  Het dorp Howth beslaat het merendeel van de noordkant van het schiereiland Howth Head (Ceann Bhinn Éadair - kop van de eidereendenklip) dat  via een smalle strook land verbonden is met het naburige Sutton. In het verleden raakte Howth weleens geïsoleerd van het vasteland bij storm en vloed.

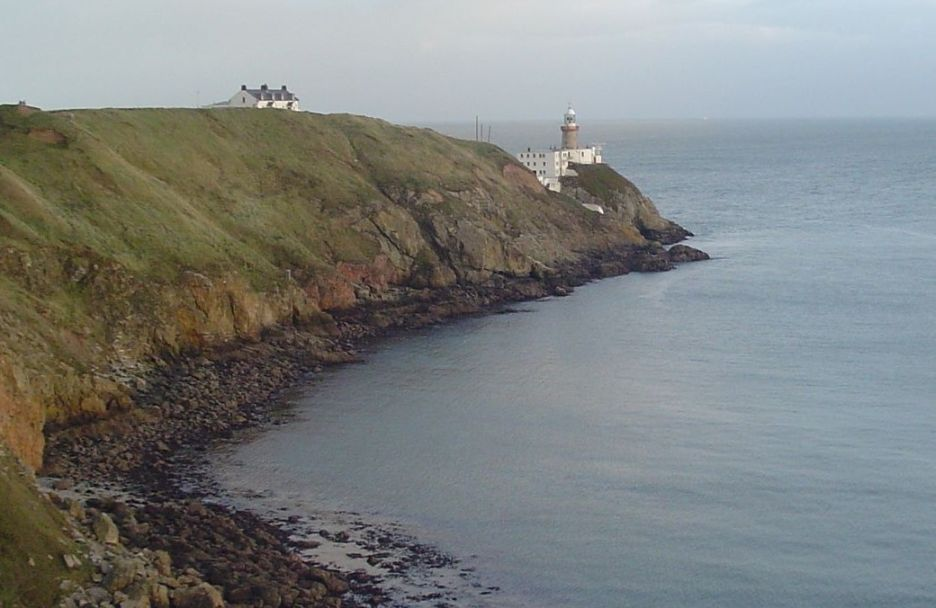
De vuurtoren van Howth op Baily, een schiereiland ten zuidoosten van Howth Head

Voor de kust van Howth ligt een eilandje met de naam Ireland's Eye. Momenteel is dit een vogelreservaat.